# Chi Coltrane
Chi Coltrane, née le 6 novembre 1948, est une chanteuse, auteure-compositrice et pianiste américaine de rock et gospel.

## Biographie
Chi Coltrane est née à Racine, dans le Wisconsin d'une mère canadienne et d'un père allemand et violoniste. Elle grandit avec six frères et sœurs. Quand elle a douze ans, Chi Coltrane donne sa première interprétation au piano. En 1970, elle crée le groupe de funk et blues Chicago Coltrane.